# Lokenbach
Lokenbach ist ein Ortsteil von Steinenbrück in der Stadt Overath im Rheinisch-Bergischen Kreis in Nordrhein-Westfalen, Deutschland.

## Lage und Beschreibung
Der kleine Ortsteil Lokenbach liegt oberhalb der Bundesautobahn 4 an der Kreisstraße 38, die Steinenbrück mit Kreutzhäuschen verbindet. Er ist durch die Buslinie 425 an den öffentlichen Nahverkehr angeschlossen.  Ortschaften in der Nähe sind Mittelbech, Oberbech, Stich und Wüsterhöhe.

## Geschichte
Die Topographia Ducatus Montani des Erich Philipp Ploennies, Blatt Amt Steinbach, belegt, dass der Wohnplatz bereits 1715 eine Hofstelle besaß, die als Luchumbach beschriftet ist. Carl Friedrich von Wiebeking benennt die Hofschaft auf seiner Charte des Herzogthums Berg 1789 als Lokenbach. Aus ihr geht hervor, dass der Ort zu dieser Zeit Teil der Honschaft Balken im Kirchspiel Overath war.
Der Ort ist auf der Topographischen Aufnahme der Rheinlande von 1817 als Lokenbach verzeichnet. Die Preußische Uraufnahme von 1845 zeigt den Wohnplatz ohne Beschriftung. Auf der Preußischen Neuaufnahme von 1892 ist der Ort als Lockenbach beschriftet, später auf Messtischblättern regelmäßig als Lokenbach verzeichnet.
1822 lebten sieben Menschen im als Haus kategorisierten und Lockenbach bezeichneten Ort, der nach dem Zusammenbruch der napoleonischen Administration und deren Ablösung zur Bürgermeisterei Overath im Kreis Mülheim am Rhein gehörte. 1830 wird der Ort ebenfalls als Lockenbach bezeichnet. Der 1845 laut der Uebersicht des Regierungs-Bezirks Cöln als isolirtes Haus kategorisierte Ort besaß zu dieser Zeit ein Wohngebäude mit elf Einwohnern, alle katholischen Bekenntnisses.
Die Liste Einwohner und Viehstand von 1848 zählte in Lockenbach 16 Bewohner, darunter die fünfköpfige Familie von Johann Hoeck  und die achtköpfige Familie von Peter Hoeck. Beide Ackerer besaßen je einen Ochsen und vier Kühe. Darüber hinaus wurden Johann Hoeck ein Rind und Peter Hoeck zwei Rinder, ein Kalb und zwei Schweine zugerechnet. Unter dem Stichwort Gesinde wurden zwei Bewohner und ein Pflegekind aufgeführt.
Die Gemeinde- und Gutbezirksstatistik der Rheinprovinz führt Lockenbach (auch als Lockemich bezeichnet) 1871 mit fünf Wohnhäusern und 28 Einwohnern auf. Im Gemeindelexikon für die Provinz Rheinland von 1888 werden für Lockenbach drei Wohnhäuser mit 18 Einwohnern angegeben. 1895 besitzt der Ort drei Wohnhäuser mit 19 Einwohnern, 1905 werden für Lokenbach drei Wohnhäuser und 18 Einwohner angegeben.